# Grotte di Kent
Le Grotte di Kent sono un sistema di grotte e un sito archeologico che si trova vicino alla cittadina di Torquay, nel Devon in Inghilterra.

## Descrizione
Il sito è noto sia per le sue caratteristiche archeologiche che geologiche, in quanto presenta il fenomeno carsico nel calcare devoniano. Le caverne e i cunicoli si sono formati nel pleistocene inferiore nel calcare devoniano per l'azione dell'acqua, e nel corso del tempo sono stati occupati da almeno otto diverse popolazioni indigene, che hanno abitato le Isole Britanniche.
Gli utensili in pietra musteriani rinvenuti nella caverna durante gli scavi del XIX secolo, indicano che la grotta fu occupata dai Neanderthal durante il tardo paleolitico medio, probabilmente tra i 60 000 e i 40 000 anni fa. La maggior parte di questi manufatti è oggi perduta, sebbene ne rimangano 45, tra cui cinque bifacciali, nove raschiatoi, probabili punteruoli/trapani e una varietà di schegge, tra cui due scaglie di Levallois, realizzate in selce. Dato lo stato attuale parziale e incompleto dei reperti, è difficile fornire risposte definitive su come i Neanderthal utilizzassero la grotta, sebbene da ciò che rimane ci siano poche prove di fabbricazione in loco, e il tutto sembra essere una raccolta di manufatti portati nella grotta durante diverse visite relativamente brevi.
Un frammento preistorico di mascella superiore fu scoperto nella caverna durante uno scavo del 1927 ora esposto al Museo di Torquay. Nel 1989, il frammento fu datato al radiocarbonio a 36 400-34 700 anni fa, ma un controverso studio del 2011 ha datato fossili provenienti da strati adiacenti a 44 200-41 500 anni fa. Lo stesso studio ha analizzato la struttura dentale del frammento e ha determinato che si trattava di Homo sapiens piuttosto che di Homo neanderthalensis, il che lo avrebbe reso il più antico fossile umano anatomicamente moderno mai scoperto nell'Europa nord-occidentale.